# Mathias Stumpf
Mathias Stumpf (né le 23 avril 1986 à Bad Saarow-Pieskow) est un coureur cycliste sur piste allemand.

## Biographie sportive
En 2004, Mathias Stumpf est vice-champion d'Europe de vitesse juniors (moins de 19 ans) à Valence,  après avoir perdu en finale face au Britannique Matthew Crampton. En 2005, il court dans la catégorie élite/U23 et quitte Francfort pour Berlin où il rejoint le groupe d'entraînement de l'ancien champion du monde Emanuel Raasch. En 2006, il ne court pas en raison de blessures.
En 2007, il prend la septième place du championnat d'Europe de vitesse espoirs à Cottbus. La même année, il termine troisième du championnat d'Allemagne de vitesse par équipes (avec Sebastian Döhrer et Michael Spiess). En juillet 2008, il se classe cinquième du sprintdu championnat d'Europe de vitesse espoirs à Pruszków .
L'hiver suivant, il fait ses débuts dans l'équipe allemande de Coupe du monde. Lors de la première manche de la Coupe du monde 2008-2009 à Manchester, il termine troisième de la vitesse par équipes avec Sebastian Döhrer et René Enders et huitième de la vitesse. Lors de la quatrième manche de la Coupe du monde à Pékin en janvier 2009, il termine troisième de la vitesse par équipes avec Döhrer et Maximilian Levy. En mai 2009, il établit un nouveau record d'Allemagne sur 200 mètres en 9,921 secondes à Moscou dans le cadre de la Coupe d'Europe. Il améliore de deux millièmes de seconde  l'ancien record détenu par Stefan Nimke en 2007 au même endroit. Il remporte également le classement général de la Coupe d'Europe 2009.
Aux championnats d'Allemagne en 2009 à Erfurt, il est disqualifié du tournoi de vitesse en quarts de finale après deux violations du règlement contre Stefan Nimke. En vitesse par équipes, il décroche le bronze avec Enders et Michael Seidenbecher.
En 2010, il met sa carrière en pause en raison d'une mononucléose infectieuse. À l'été 2011, il met fin à sa carrière sportive après avoir remporté la course sur route aux Jeux du Sud à Trinité-et-Tobago.

## Hors cyclisme
Stumpf était membre du projet de sports de compétition de la Police fédérale. En septembre 2004, il termine sa formation technique à Cottbus et en février 2008, il réussit l'examen de maîtrise professionnelle de la police.

## Palmarès

### Coupe du monde
- 2008-2009
  - 3e de la vitesse par équipes à Manchester
  - 3e de la vitesse par équipes à Pékin
- 2010-2011
  - 2e de la vitesse par équipes à Cali

### Championnats d'Europe
- Valence 2004 (juniors)
  -  Médaillé d'argent de la vitesse juniors
- Cottbus 2007 (espoirs)
  - 7e de la vitesse espoirs
- Pruszkow 2008 (espoirs)
  - 5e de la vitesse espoirs

### Championnats d'Allemagne
- 2007
  - 3e de la vitesse par équipes
- 2009
  - 3e de la vitesse par équipes